# Timava
Timava. (talijanski: Timavo, slovenski: Timava ili Timav/Reka, furlanski: Timâf, njemački: Recca Fluss ) jest rijeka ponornica na istoku Sjeverne Italije u regiji Furlanija-Julijska krajina, duga 2 odnosno 89 km (ako se računa njen podzemni tok). 

## Zemljopisne karakteristike
Ako se računa da je izvor Reka onda Timava izvire kod Turkovih škulja na južnoj strani Snežnika u Hrvatskoj, zatim teče u pravcu zapada kroz slovenski kras 54 km i zatim ponire u Mohorčičevu jamu kod Škocjanske jame. Podzemnim kanalom teče 39 km do naselja San Giovanni di Duino (Štivan) u općini Duino-Aurisina kod Trsta gdje ponovno izlazi na površinu (izvire), a zatim nakon svega 2 km toka utječe u Tršćanski zaljev kod Ribiškog naselja između Monfalcona i Duina.
Timava je krška rijeka ponornica, prije se mislilo da je ona samo nastavak Reke najveće slovenske ponornice, ali je preciznim hidrografskim istraživanjima u 20. stoljeću ustanovljeno da ona dobiva samo 1/3 voda od Reke a 2/3 od rijeka Vipave i Soče i oborinskih podzemnih voda krške visoravni.

## Timava kroz povijest
O Timavi su pisali već antički pisci Livije, Strabon i Vergilije koji je naveo da Timava ima devet izvora. Kod izvora se nalazilo rimsko naselje Fons Timavi.
Za vrijeme austrugarske tok rijeke Timave bio je granica između Austrijskog primorja i Kranjske 
.

## Vanjske poveznice
- Izviri Timave, spletna stran občine Devin-Nabrežina  Arhivirana inačica izvorne stranice od 18. srpnja 2011. (Wayback Machine) (slov.)